# Плазмові осциляції
Плазмові осциляції, вони ж "ленгмюрівські хвилі" — поздовжні коливання плазми із плазмовою частотою {\displaystyle \omega _{0}={\sqrt {\frac {4\pi ne^{2}}{m}}}}
(e — заряд електрона, m — маса електрона, n — концентрація електронів).
Вивчались Ленгмюром та Л. Тонксом (L. Tonks) в 1929. Поздовжні коливання плазми на частоті Ленгмюра не можуть випромінювати поперечні електромагнітні хвилі. В той же час в обмеженій незамагніченій плазмі може існувати поперечний плазмовий резонанс на тій же частоті, що і ленгмюровські коливання. Поперечний плазмовий резонанс може бути використаний для створення фільтрів, діагностики та розігріву плазми, а також застосовуватися для створення фільтрів, діагностики й розігріву плазми, створення лазерів. 
Для плазми характерно дальнодійність кулонівських сил, завдяки чому вона може розглядатися як пружне середовище. Якщо групу електронів в плазмі зсунути від їх положення рівноваги,(важкі іони вважаємо нерухомими), то на них буде діяти електростатична повертальна сила, що створює осциляції. В нерухомій холодній плазмі (температури електронів Тe→ 0) можуть існувати коливання без розповсюдження (стоячі хвилі) з плазмовою частотою ωp; в гарячій плазмі ці коливання розповсюджуються з малою груповою швидкістю.